# Yūma Koishi
Yūma Koishi (小石祐馬, Koishi Yūma), né le 15 septembre 1993, est un coureur cycliste japonais membre de l'équipe Ukyo.

## Biographie
Yūma Koishi naît le 15 septembre 1993 au Japon.
En 2012, il participe à une bonne partie du calendrier amateur belge et parvient à se classer une fois parmi les 20 premiers, à Ledegem (18e). Au cours de cette saison 2012, il participe également à sa première épreuve UCI à l'occasion du Grand Prix des Marbriers qu'il termine 66e.

### 2013
En 2013, Koishi participe à plusieurs épreuves importantes dans le calendrier amateur belge. Il se classe ainsi 97e des Deux jours du Gaverstreek ou encore 70e du Tour de Namur. Il parvient également à se classer 11e de Kortrijk-Heule et 10e de Herzele-borsbeke. Il prend également part au Grand Prix des Hauts-de-France où il termine 29e du classement général final. Au cours de cette saison, il prend également part à quelques épreuves du calendrier UCI Europe Tour et de l'UCI Asia Tour. Ainsi, il abandonne lors de la Rutland-Melton Cicle Classic en Grande-Bretagne, se classe 80e du Grand Prix Criquielion en Belgique, 45e du classement général du Tour de Kumano au Japon, 35e du Grand Prix de Pérenchies et abandonne lors du Grand Prix des Marbriers en France.
Ses bonnes performances durant la première partie de saison lui permette de devenir stagiaire dans la formation belge Colba-Superano Ham où il rejoint son compatriote Yu Takenouchi. Il fait ses débuts à l'occasion de la Druivenkoers Overijse, course qu'il ne termine pas. Il est ensuite sélectionné pour la Coupe Sels où il abandonne à nouveau. Koichi participe au Tour de Hokkaido qu'il termine à la 31e place du classement général final. Au cours de son stage, il a également eu l'occasion de se tester sur les kermesses professionnelle belges. Koishi a abandonné à Erpe-Mere comme lors du Stadsprijs Geraardsbergen et à Izegem mais a terminé 25e lors de la kermesse professionnelle de Kortemark.

### 2014: pro chez Vini Fantini Nippo
Yūma Koishi est recruté pour la saison 2014 par la formation continentale Vini Fantini Nippo.
Il fait ses débuts sous ses nouvelles couleurs lors des Trois jours de la Flandre Occidentale où il abandonne lors de la 2e étape. Il se rend ensuite en Afrique du Sud pour y disputer le Mzansi Tour qu'il termine à la 68e place. Koishi participe ensuite, en Pologne à la Carpathian Couriers Race où il se classe 82e du classement général final. Il enchaîne avec le Szlakiem Grodów Piastowskich qu'il boucle en 69e position. Koishi retourne ensuite en Asie pour y disputer le Tour de Kumano où il se classe 43e. Il participe ensuite au Tour de Corée, où il se classe 4e de la 5e étape et 82e du classement général final. En juillet, il participe au Tour du lac Qinghai et termine 109e du classement général final. Koishi revient ensuite en Europe et est engagé sur le Kreiz Breizh Elites mais abandonne au cours de la 1re étape. Il participe ensuite en Italie au Gran Premio di Poggiana, épreuve réservée au coureurs espoirs, et se classe 90e. Il se classe ensuite 136e de la Ronde van Midden-Nederland et abandonne lors de ses deux dernières épreuves de la saison, la Coppa Bernocchi et le Grand Prix de l'industrie et du commerce de Prato. Il a également participé, au cours de cette saison, à quelques épreuves amateurs. Il s'est ainsi classé 4e du Festes del Tura, en Espagne, 6e de la 1re étape du Tour de la province de Valence et 30e du Trophée des Châteaux aux Milandes.

### 2015: chez CCT-Champion System
À l'issue de la saison 2014, Koishi n'est pas conservé par son équipe qui monte dans la division continentale professionnelle. Il est donc recruté par la nouvelle équipe CCT-Champion System pour la saison 2015. Sélectionné pour représenter le Japon lors de la course espoirs des championnats d'Asie de cyclisme, Yuma Koishi parvient à s'imposer et décroche là sa première victoire professionnelle. Il prend également la médaille de bronze lors du contre-la-montre espoirs de ces mêmes championnats. Début mars, il participe à Kuurne-Bruxelles-Kuurne mais abandonne, comme la majorité du peloton à l'entrée sur les circuits finaux.

## Palmarès
- 2011

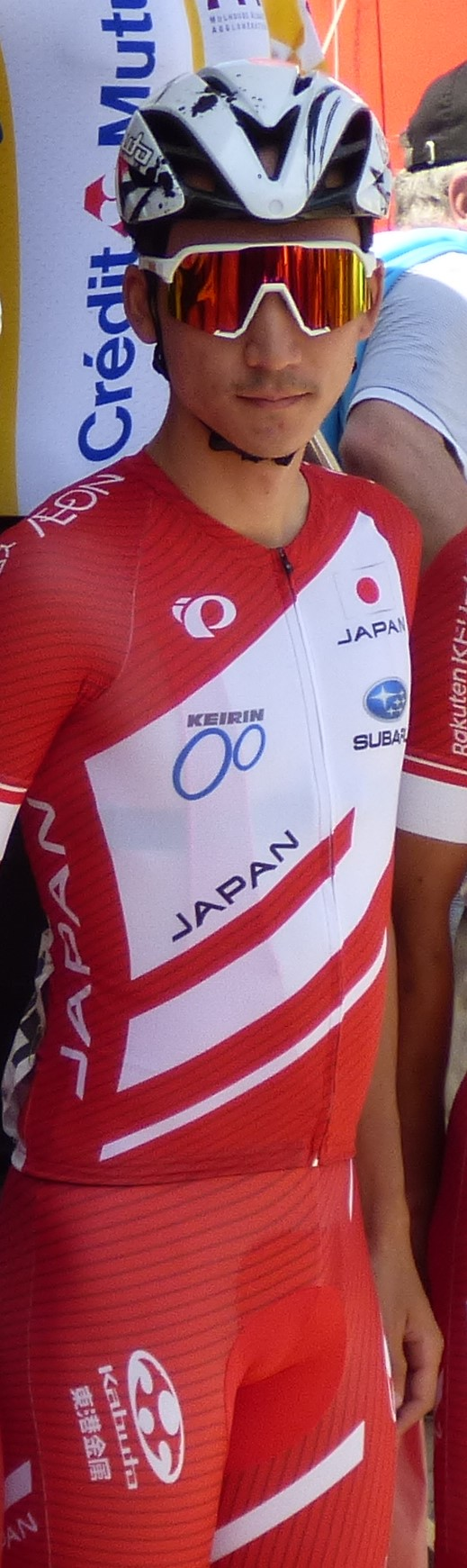
Yūma Koishi au Tour Alsace 2019

  - 2e du championnat du Japon du contre-la-montre juniors
- 2015
  -  Champion d'Asie sur route espoirs
  -  Champion du Japon du contre-la-montre espoirs
  -  Médaillé de bronze du championnat d'Asie du contre-la-montre espoirs
- 2018
  - 3e du championnat du Japon du contre-la-montre
- 2021
  - 3e de l'Oita Urban Classic
- 2022
  - 2e du Tour de Thaïlande
- 2023
  -  Champion du Japon du contre-la-montre
  - 3e du Tour de Thaïlande
- 2024
  - 2e du Tour de Taïwan
- 2025
  -  Médaillé d'argent du championnat d'Asie du contre-la-montre par équipes mixtes

## Classements mondiaux
| Année                                 | 2014 | 2015 | 2016 | 2017 | 2018  | 2019  | 2020 | 2021 | 2022 | 2023 | 2024 |
| ------------------------------------- | ---- | ---- | ---- | ---- | ----- | ----- | ---- | ---- | ---- | ---- | ---- |
| Classement mondial                    |      |      | nc   | nc   | 1111e | 1438e | nc   | 728e | 513e | 302e | 406e |
| UCI Asia Tour                         | 370e | 34e  | nc   | nc   | 156e  | 102e  | nc   | 15e  | 16e  | 8e   | 9e   |
|                                       |      |      |      |      |       |       |      |      |      |      |      |
| Légende : nc = non classéSource : UCI |      |      |      |      |       |       |      |      |      |      |      |